# Erlang B
Erlang B ist eine Formel, die sich von der Erlang-Verteilung herleitet. Mit ihrer Hilfe kann die Kapazität einer Telefonleitung ermittelt werden, die durchschnittlich für eine angenommene Anzahl an Gesprächen bei einer festgelegten Verlustwahrscheinlichkeit benötigt wird.
Die Formel wurde von Agner Krarup Erlang entwickelt. Sie bestimmt Leitungskapazitäten innerhalb eines bestimmten Zeitraums auf der Basis eines bekannten Anrufaufkommens. Die Erlang-B-Formel setzt voraus, dass Anrufer, die auf einen Besetztton stoßen, nicht erneut anrufen. Sie tendiert somit dazu, den tatsächlichen Bedarf an Telefonleitungen zu unterschätzen. Eine andere Auswertung der Erlang-Verteilung führt zu Erlang C.
Unter der Annahme, dass die Belegungsversuche einen Poisson-Prozess darstellen, also von vielen, voneinander unabhängig und zufällig agierenden Teilnehmern stammen, und Blockierungen (das sind wegen Überlastung nicht zustande gekommene Gesprächsversuche) „zu Verlust“ gehen, also der Betreffende nicht erneut ruft, besteht folgender Zusammenhang zwischen (B)lockierungswahrscheinlichkeit, Verkehrs(A)ngebot (=zu vermittelnder Verkehr, gemessen in Erlang) und der A(N)zahl der zur Verfügung stehenden Leitungen:
{\displaystyle {\mbox{Blockierungswahrscheinlichkeit}}~B(N,A)={\frac {\frac {A^{N}}{N!}}{\sum \limits _{i=0}^{N}{\frac {A^{i}}{i!}}}}}

## Programmierung
Die direkte Auswertung der Erlang-B-Formel führt bei einem Programm schnell an die Kapazität des Rechners, da die Zwischenergebnisse groß werden und einen Überlauf erzeugen. Umgeformt lässt sich die Erlang-B-Formel einfach über eine Schleife programmieren. Die Verarbeitung in Schleife erlaubt auch die Berechnung vorzeitig abzubrechen, sobald die Blockierwahrscheinlichkeit einen definierten Schwellwert unterschreitet.
```
Function ErlangB(N As Integer, A As Double) As Double
  Dim InvBlock As Double = 1
  Dim i As Integer
```

```
  For i = 0 To N
    InvBlock = i / A * InvBlock + 1
  Next i
  ErlangB = 1 / InvBlock
End Function
```

## Economy of Scale / positiver Skaleneffekt
Der Quotient aus Verkehrsangebot (A) und Anzahl an Leitungen (N) wird auch Auslastung genannt und mit {\displaystyle \rho } bezeichnet: {\displaystyle \rho ={\frac {A}{N}}}. Wird A in Abhängigkeit von N so gewählt, dass {\displaystyle \rho <1} konstant bleibt, so folgt für {\displaystyle N\to \infty }, dass {\displaystyle B(N,A)\to 0} geht, d. h. die Blockierwahrscheinlichkeit ist bei konstanter Auslastung umso kleiner je größer das System ist.
Umgekehrt bedeutet dies: Ein größeres System kann bei einer vorgegebenen maximal akzeptablen Blockierwahrscheinlichkeit mit einer höheren Auslastung betrieben werden als ein kleineres System. Verursacht das Vorhalten von Leitungen Kosten, die auf die Anrufer umgelegt werden müssen, so fallen diese bei einem größeren System (bei einer konstanten Blockierwahrscheinlichkeit, d. h. einer konstanten zu erreichenden Servicequalität) pro Anrufer geringer aus als bei einem kleineren System. Dieser Kostenvorteil eines größeren Systems wird auch als Economy of Scale bzw. im Deutschen als positiver Skaleneffekt bezeichnet.
In Bezug auf das Vorhalten von Webservern ist dies genau das Geschäftsmodell der sogenannten Hyperscaler: Je mehr Server in einem Rechenzentrum parallel arbeiten, desto höher können diese im Mittel ausgelastet werden (und desto wirtschaftlicher ist dies für den Betreiber), ohne dass die Nutzer Verzögerungen bedingt durch Kapazitätsbegrenzungen erleben.